# Кошкаргаиха
Кошкаргаиха (устар. Кошкаргариха) — река в России, протекает по Калманскому и Первомайскому районам Алтайского края. Устье реки находится в 7 км по правому берегу Заломной протоки реки Обь. Длина реки составляет 30 км.
Имеет 7 притоков менее 10 км длины, их общая длина составляет 13 км.

## Притоки
- 3 км: Бойниха (пр)
- 6 км: Быстрый (лв)
- 15 км: Малая Речка (пр)

## Данные водного реестра
По данным государственного водного реестра России относится к Верхнеобскому бассейновому округу, водохозяйственный участок реки — Обь от слияния рек Бия и Катунь до города Барнаул, без реки Алей, речной подбассейн реки — бассейны притоков (Верхней) Оби до впадения Томи. Речной бассейн реки — (Верхняя) Обь до впадения Иртыша. Код водного объекта — 13010200312115200001146.